# ریشارد اشمید
ریشارد اشمید (آلمانی: Richard Schmied) دوچرخه‌سوار اهل اتریش است. وی در مسابقات ملی دوچرخه‌سواری جاده اتریش در سال ۱۹۹۲ قهرمان شده است.